# List do Tymoteusza (Pseudo-Dionizy Areopagita)
List do Tymoteusza – utwór o charakterystyce apokryficznej i hagiograficznej autorstwa Pseudo-Dionizego Areopagity, dotyczący apostołów Piotra i Pawła.

## Charakterystyka
Rzekomym adresatem listu miał być Tymoteusz, uczeń Pawła. Autor poświęca najwięcej miejsca Pawłowi, którego wielką pochwałę stosuje, jednocześnie pocieszając Tymoteusza po śmierci swojego nauczyciela. Podaje się za naocznego świadka śmierci Pawła. W utworze zawarto cytaty z listów Pawła oraz innych ksiąg biblijnych. List opisuje śmierć obu apostołów wraz z wizją ich wspólnego wejścia do nieba. Opis odnalezienia głowy Pawła stanowi prawdopodobnie późniejszy dodatek (istnieje tylko w trzech przekładach).
Apokryf powstał prawdopodobnie w języku greckim, jednak ta wersja nie zachowała się. Istnieją wersje: arabska, etiopska, gruzińska, łacińska, ormiańska i syryjska, które zostały uzupełnione na potrzeby lokalne. Czas i miejsce powstania utworu są trudne do ustalenia. Być może powstał między VI a VIII wiekiem w Azji Mniejszej.